# Ольшувка-Кшицкая
Ольшувка-Кшицкая (пол. Olszówka Krzycka) — ручей во Вроцлаве (длина ок. 1,5 км) в южной части города (западнее района Кшики), правый приток Слензы. Он течет с лугов между улицами Кшицкой и Скарбовцув — через ров во впадине, оставшийся от старого русла реки Слензы до её регулирования противопаводковой насыпью. Течет параллельно ей на северо-восток, а затем впадает в неё возле Рацлавицкого моста.

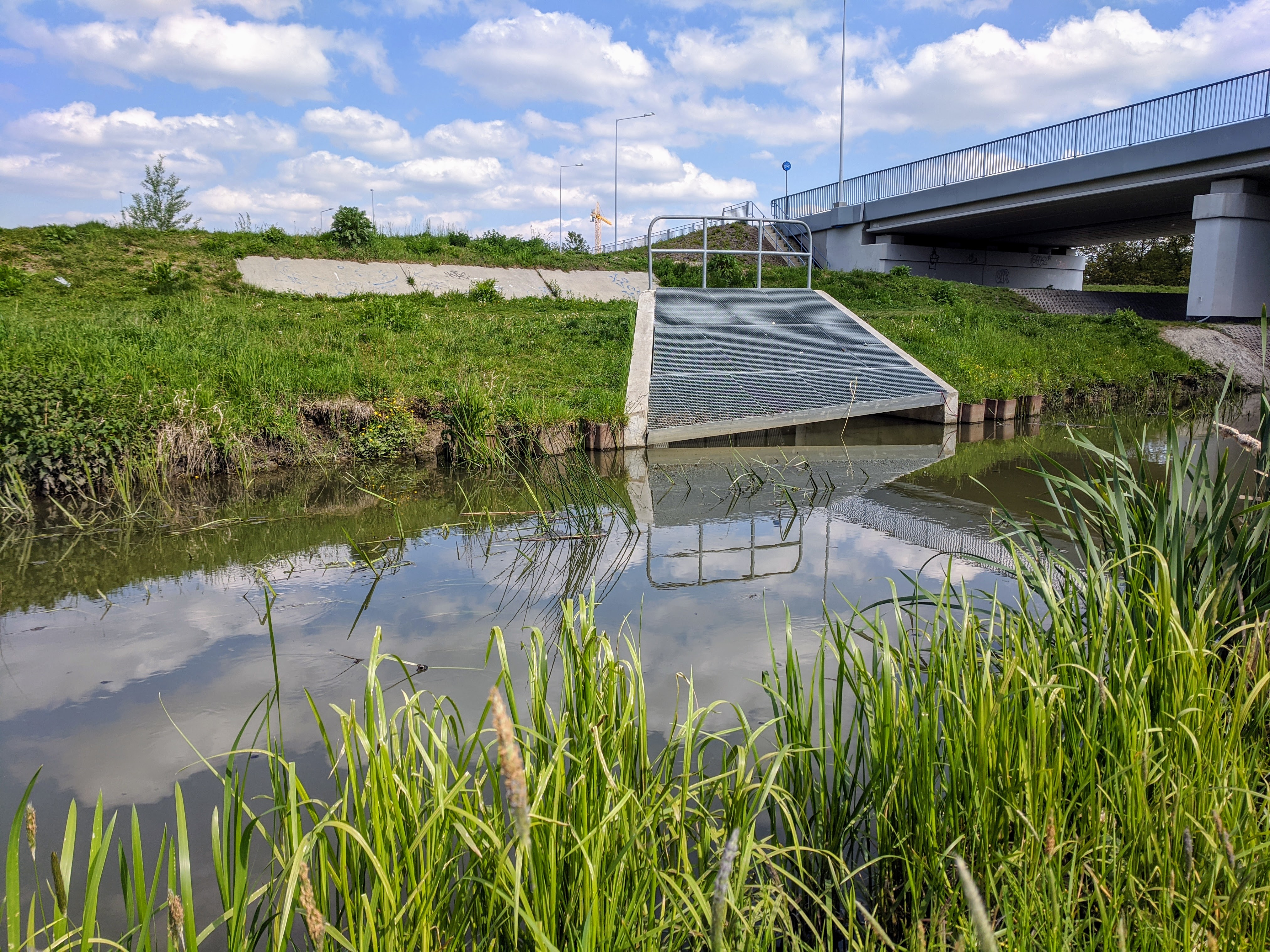
река Сленза и Рацлавицкий мост; за решеткой устье Ольшувки Кшицкой.

До 1945 года этот ручей назывался Krieterner Erlengraben (нем.).
В 2019 году было объявлено, что в южной части города, у ручья Ольшувка-Кшицкая, планируется создать новую зону отдыха для жителей площадью почти шесть гектаров — Кшицкий парк. В парке будет установлено два пруда, выполняющих функцию дождевого коллектора. Они, вместе с подземными сооружениями, будут использовать русло ручья Ольшувка Кшицкая для сбора дождевой воды с общей площади около 68 гектаров. Эта система будет охватывать территорию улиц Кшицка, Скарбовцув, Шаруги, Бабего Лата, Мглистой, Розы ветров и Южной.